# St. Denis (Schiff)
Die St. Denis war eine zwischen England und den Niederlanden verkehrende britische Fähre. Sie hieß zuerst Munich und zuletzt einige Jahre lang, u. a. als Wohnschiff, Barbara.
Schwesterschiffe waren die 1907 vom Stapel gelaufene Copenhagen, die 1917 von dem deutschen U-Boot UC 61 versenkt wurde, und die 1910 folgende St. Petersburg (später Archangel), die 1941 nach Bombentreffern bei Aberdeen auf Strand gesetzt und aufgegeben wurde.

## Das Schiff
Das Schiff lief am 25. August 1908 mit der Baunummer 384 bei John Brown & Company in Clydebank (Schottland) mit dem Namen Munich vom Stapel. Es war 100,9 m lang und 13,2 m breit, hatte 5,4 m Tiefgang und war mit 2.570 BRT vermessen. Drei Parsons-Turbinen von John Brown & Co. mit insgesamt 1.325 nhp ergaben über drei Schrauben eine Höchstgeschwindigkeit von 20 Knoten. Die Copenhagen und die Munich waren die beiden ersten Turbinenschiffe auf der Nordsee und die ersten Glattdecker der Great Eastern Railway. Das Schiff hatte einen Speisesaal für 62 Personen und Platz für 320 Passagiere in Schlafkabinen der I. Klasse, davon mehr als 200 in Doppelkabinen, und 130 in Schlafkabinen der II. Klasse.

## Geschichte

### Munich
Die Munich, gebaut als Ersatz für die am 21. Februar 1907 in Hoek van Holland gesunkene Berlin, wurde im Oktober 1908 an die Great Eastern Railway Company ausgeliefert und von dieser auf der Linie Harwich – Hoek van Holland in Dienst gestellt.

### St. Denis
Das schlanke Schiff mit seinen beiden leicht nach hinten geneigten Schornsteinen wurde nach dem Ausbruch des Ersten Weltkriegs von der Royal Navy requiriert und nach entsprechender Umrüstung unter dem Namen St. Denis bis Anfang 1919 als Hospitalschiff genutzt.
1919 wurde das Schiff an seine Eigner, die Great Eastern Railway, zurückgegeben und wieder auf seiner angestammten Route eingesetzt, unter Beibehaltung des neuen Namens St. Denis. Mit der Verschmelzung, am 1. Januar 1923, der Great Eastern Railway mit sechs weiteren Eisenbahngesellschaften zur London and North Eastern Railway (LNER) kam auch die St. Denis zur LNER, für die sie nun die Route zwischen Harwich und Hoek van Holland bediente. Das Schiff wurde 1932 aus dem Liniendienst genommen und danach als Reserve und für sommerliche Sonder- und Zusatzfahrten genutzt.
Nach dem Beginn des Zweiten Weltkriegs diente die St. Denis als Truppentransporter. Als die deutsche Wehrmacht am 10. Mai 1940 ihren Angriff auf Belgien und die Niederlande begann, wurde die St. Denis nach Rotterdam geschickt, um britische Staatsbürger zu evakuieren. Dort wurde sie durch deutsche Fliegerbomben beschädigt und am 12. Mai von ihrer Besatzung selbstversenkt, als deutsche Truppen näherrückten. Ihre Besatzung gelangte mit der ebenfalls nach Rotterdam entsandten LNER-Fähre Malines zurück nach England.

### Barbara
Das Schiff wurde im November 1940 für die Kriegsmarine gehoben, die es zum Minenschiff umrüsten lassen wollte. Wegen der beschädigten Maschinenanlage wurde dieser Plan nicht verwirklicht, und das Schiff wurde stattdessen als Schiff 52 Barbara in Cuxhaven und dann Kiel benutzt.
Bei Kriegsende lag das Schiff in Kiel, wo es von den britischen Besatzungstruppen beschlagnahmt wurde. Es diente zunächst als Behelfsunterkunft für Flüchtlinge und Displaced Persons. Als die Universität Kiel im November 1945 ihren Lehrbetrieb wieder aufnahm, wurde die Barbara, wie auch die Spica (ex Orla), die Hamburg und die Sofia, als Wohnschiff für die ersten Studenten genutzt. Die Unterbringung auf den Schiffen, die Kriegsschäden aufwiesen, war primitiv und beengt. Die Kammern waren mit jeweils zwölf, sechs oder vier Personen belegt, und ausgenommen auf der Spica konnte man die Räume kaum oder gar nicht beheizen. Die Schiffe lagen an der Seeburg am Westufer der Förde, wo die Studenten das gemeinsame Mittagessen einnahmen, das in der Werksküche der Elac zubereitet wurde.
Das alte Schiff war zuletzt noch einmal Behelfsunterkunft für Heimatvertriebene und wurde dann 1949 endgültig außer Dienst gestellt. 1950 wurde es zum Abwracken nach Sunderland geschleppt, wo es am 2. März 1950 eintraf.